# Путинцева, Александра Петровна
Александра Петровна Пути́нцева (7 июля 1903, Чита — 23 февраля 1992, Санкт-Петербург) — советская лингвистка; просветительница, работавшая среди нанайцев, заведующая Горюно-Амурской Красной Юртой, народный судья, преподаватель нанайского языка в Ленинградском педагогическом институте народов Севера, преподаватель русского языка в Институте им. А. И. Герцена, сотрудник музея Академии педагогических наук РСФСР, с 1948 г. — его директор.

## Биография
Александра Петровна Путинцева родилась 7 июля 1903 года в Чите. После окончания 1-го Читинского трёхклассного училища, в 1912 г. поступила в 1-ю Читинскую женскую гимназию. С 14 лет Александра Петровна зарабатывала преподаванием русского языка. С 16 лет поступила на работу в Читинское потребительское общество «Эконом» по перерегистрации членов общества. Работала переписчицей отдела заготовок топлива Забайкальской инженерной дистанции, затем была секретной машинисткой в штабе Народно-революционной Армии ДВР, командующим который был В. К. Блюхер. В 1922 г. ушла с работы, ухаживала за больной матерью, продолжая зарабатывать уроками русского языка.
С января по сентябрь 1923 года работала секретной машинисткой в Управлении Уполнаркомпрода, Дальрыбы и Дальгосторга. Во Владивостоке и Хабаровске Александра Петровна работала вместе с В. К. Арсеньевым, на тот момент — заведующим отделом охоты Дальрыбы, а в Хабаровске в Управлении Уполнаркомпрода и Дальгосторга с Г. А. Ушаковым, откуда он в начале 1926 г. отправился в знаменитую экспедицию на остров Врангеля. Встреча с В. К. Арсеньевым и Г. А. Ушаковым определила дальнейшее направление жизни А. П. Путинцевой. В 1927 году Александра Петровна была командирована на промысловый сезон на Сахалин в Рыбновскую факторию Дальгосторга секретарем-машинисткой, где она впервые познакомилась с бытом нивхов и особенностями нерпичьего промысла.
Вернувшись в Хабаровск, она узнала, что в 1929 году в Дальневосточном крае было организовано несколько кочевых культбаз по работе среди народов Севера. Прочитав статью в краевой газете, Александра Путинцева направилась в Отдел работниц крайкома ВКП(б), где она получила разрешение поступить на работу в одну из таких культбаз. С 1 сентября 1929 г. она была назначена заведующей Горюно-Амурской Красной Юртой Далькрайоно и по совместительству — народным судьей Комсомольского и Нанайского национального районов. В 1931 г. на первом Нанайском национальном районном съезде Советов была избрана депутатом районного совета.
В 1932—1934 годы — студентка Московского института советского строительства и права при ВЦИК. В 1934 г. поступила в аспирантуру Института народов Севера по лингвистической специальности, вместе с этим Александра Петровна преподавала нанайский язык и принимала участие в создании литературы на нанайском языке.
Во время Великой Отечественной войны и блокады Ленинграда, с сентября 1941 г. по март 1942 г., Александра Путинцева работала в госпиталях, находившихся в здании Института, хирургическом стационаре и эвакогоспитале № 1170 санитаркой. В марте 1942 г. эвакуирована Смольнинским райкомом КПСС с дочерью в город Киров, где до января 1944 г. была референтом по культуре и здравоохранению Кировского областного Совета депутатов трудящихся, с января 1944 г. — заведующая жилищно-бытовым отделом ЦК Союза Медсантруд Севера. В 1944 году Александра Петровна вернулась в Ленинград, где работала инструктором по мединститутам в ЦК Медсантруд.
В декабре 1947 года перешла на работу в качестве старшего научного сотрудника в музей по народному образованию Академии педагогических наук РСФСР, в июне того же года назначена директором музея. Работая в музее, исследовала темы по истории народного образования в России, изучала педагогическую деятельность К. Д. Ушинского, В. Г. Белинского, заострив внимание на роли В. Г. Белинского в развитии русского литературного языка и роли К. Д. Ушинского в создании методики преподавания русского языка в начальной школе. С 1948 по 1953 гг. дополнительно работала преподавателем русского языка на педагогическом факультете Института им. А. И. Герцена.
В результате многолетней работы Александры Путинцевой, в 1951 г. выходит русский букварь для подготовительного класса нанайской начальной школы.
В июне 1954 г. защитила кандидатскую диссертацию, которая освещает одну из проблем нанайской диалектологии, написанную на основе полевых материалов устного народного творчества нанайцев, собранных в результате неоднократных командировок на Дальний Восток.
В 1958 г. Александра Петровна ушла на пенсию, но продолжала принимать участие в жизни Института им. А. И. Герцена. С 1968 по 1980 гг. снова преподавала нанайский язык на курсах усовершенствования учителей начальных школ Крайнего Севера, а также студентов педагогического и математического факультетов. В 1967, 1968, 1976 и 1977 гг. выезжала в Хабаровский край для сбора материалов современного устного народного творчества.
Александра Путинцева умерла 23 февраля 1992 года. Похоронена в Санкт-Петербурге на Большеохтинском кладбище.

## Красная юрта Александры Путинцевой (1929—1932 гг.)
На Дальнем Востоке в начале XX века проживали представители более 50 наций и народностей. Высокая заболеваемость и отсутствие медицинского обслуживания приводили к высокой детской смертности и сокращению населения.
В 1925 г. был организован первый съезд Дальневосточной области, среди участников которого было, в том числе, трое представителей малых народностей региона. Присутствовавшие на съезде, одобрительно отнеслись к мероприятиям Советской власти в области защиты прав женщин. Важнейшей задачей было искоренение обычаев и традиций, которые касались прав женщин. Русские коммунистки пропагандировали революционную законность, политику об охране материнства и детства, прививали населению элементарные правила гигиены. На вооружение были взяты формы работы, которые были придуманы в других национальных районах СССР. Одной из них стала юрта (яранга), представлявшая собой передвижной клуб для женщин. В юртах велась политическая, просветительская, культурно-досуговая и оздоровительная работа.
Первая Красная Юрта на Дальнем Востока была создана по решению секретариата Далькрайкома ВКП(б) в 1929 г. для обслуживания нанайских стойбищ в Амуро-Горюнском районе. Первой заведующей юртой стала А. П. Путинцева. Александра Петровна и её помощники (медсестра и культпросветработник) начали работу среди нанайцев с привития женщинам базовых санитарно-гигиенических навыков — умывания, стирки белья, проведения «хлебных процедур»[что?]. По инициативе работников юрты состоялись показательные суды над мужчинами, которые занимались куплей-продажей женщин. В юрту обращались за помощью замужние женщины, а также молодые девушки, проданные в жёны.
Красная юрта под руководством Александры Путинцевой функционировала с 1929 по 1932 годы, начав свою деятельность в стойбище Нижние Халбы (ныне село Нижние Халбы Комсомольского района), затем перебралась в район стойбища Кондон (ныне село Кондон Солнечного района), после чего работала в стойбище Болонь (ныне село Ачан Амурского района). Передвижная Красная юрта занималась просветительской деятельностью среди нанайцев на территории сегодняшнего Хабаровского края. За время работы А. П. Путинцева вела дневники, по которым можно судить об условиях быта и жизнедеятельности нанайцев. Это редкий документальный источник, позволяющий воссоздать достоверную картину о формах и методах работы юрты, убедиться в том, насколько труден и неоднозначен был процесс социализации местных жителей.
В Горюне Красная юрта развёртывала свою работу постепенно, обслуживая в этом районе стойбища Наан, Синдан, Кондон, Ямихта, Сорголь и Боктор. В Горюне был открыт медпункт, детский сад и кружок рукоделия. Далее работа велась в сфере ликвидации безграмотности: были организованы ликпункт и школы малограмотных.
В стойбище Болонь работа также разворачивалась с большими трудностями, невозможным было привлечение местных жителей в клуб, на лекции и кружки. К врачам здесь относились с большим недоверием. Эпидемии кори и ветряной оспы, начавшиеся с приездом юрты, лишь укрепили веру нанайцев в шамана, а жители стойбища говорили: «Ваш доктор, наш шаман, оба одинаковы, оба лечить не могут, умереть, так всё равно умрёт».
26-летнюю Александру Путинцеву в стойбищах ласково называли «мамушка из красной юрты». Юрта выступала политическим агитатором за социализм и коренное изменение жизни нанайцев. О первом опыте работы среди нанайских женщин Александра Петровна рассказала на Всесоюзном совещании работников среди женщин северных народностей в Москве в 1930 г. Кроме А. П. Путинцевой, участницами совещания стали инструктор Далькрайкома Е. П. Полякова, представительницы малых народностей. На одном из заседаний съезда выступил М. И. Калинин, который призывал тружениц Севера стать активными участниками социалистического строительства северных окраин государства.
Вернувшись из Москвы, сотрудники юрты взялись за работу. Были созданы два колхоза (в Нижних Халбах и Кондоне), два женделегатских собрания, две комсомольских ячейки. Позднее появились два детских сада, два пионерских отряда и два клуба. На третий год работы юрта скоординировала действия с Сельским Советом, в котором были созданы культурно-бытовая и санитарная секции.

## Память и влияние
Александра Путинцева застала время, когда изменился быт аборигенов, исчезли шаманы и неравные браки, и, как желала того Александра Петровна, появились среди нанайцев учителя и инженеры, врачи и поэты. Её учениками были нанайские писатели и поэты Аким Самар, Андрей Пассар, Константин Бельды, нанайский лингвист и переводчик Сулунгу Оненко, художник Андрей Бельды и многие другие.
В фондах ХКМ им. Н. И. Гродекова хранится коллекция из 70 фотографий, переданная А. П. Путинцевой в 1967 году во время её пребывания на Дальнем Востоке. На них запечатлены «герои» и события, описанные Александрой Петровной в своих дневниках. Внучка Александры Путинцевой, Е. П. Данченко, вместе с папкой рукописей и документов 1920—1930-х годов, прислала из Санкт-Петербурга стеклянные негативы снимков, сделанных А. П. Путинцевой в период работы среди нанайцев. Уникальные авторские негативы были бережно обработаны и подготовлены к печати хабаровским фотографом В. Н. Токарским. В 2024 году в фонды Гродековского музея поступили личные вещи Александры Путинцевой: печатная машинка Olympia, при помощи которой А. Путинцева писала свою кандидатскую диссертацию, фотоаппарат Kodak, плёнки которого запечатлели многие события из жизни Красных Юрт на Нижнем Амуре, бюст В. В. Маяковского, а также большое количество документов из архива А. П. Путинцевой.
Александра Путинцева является прототипом главной героини романа Г. Г. Ходжера «Амур широкий». Многие запомнили её слова:
«Не бойтесь жить, в жизни есть высокой смысл и радость, жизнь жестока, но и хороша, будьте мужественными и терпеливыми, когда вам трудно!»

## Научные публикации
1. Букварь для подготовительного класса нанайской школы. — Изд. 2-е, перераб. — Л.: Просвещение, Ленингр. отд-ние, 1983. — Соавт. С. Н. Оненко.
2. Букварь для подготовительного класса нанайской школы. — Изд. 3-е, перераб. — Л.: Просвещение, Ленингр. отд-ние, 1988. — Соавт. С. Н. Оненко.
3. Букварь для подготовительного класса нанайской школы. — Л.: Просвещение, Ленингр. отд-ние, 1978. — Соавт. С. Н. Оненко.
4. Букварь. Первая книга по русскому языку для подготовительного класса нанайской начальной школы. — Л.; М.: Учпедгиз, 1951.
5. Букварь. Первая книга по русскому языку для подготовительного класса нанайской начальной школы. — Изд. 2-е, испр. — Л.: Учпедгиз/, Ленингр. отд-ние, 1958.
6. Букварь. Первая книга по русскому языку для подготовительного класса нанайской начальной школы. — Изд. 3-е, испр. — Л.: Учпедгиз, Ленингр. отд-ние, 1963.
7. Всесоюзное совещание работников среди женщин северных народностей и встреча женщин Крайнего Севера с М. И. Калининым / В помощь учителю школ Крайнего Севера. Вып. 8: Просвещение на Советском Крайнем Севера. — Л., 1958. — С. 31-36.
8. Два года работы Горино-Амурской Красной Юрты // Совет. Север. — 1930. — № 1.
9. К вопросу о некоторых жанрах устного народного творчества нанай // Учён. зап. / Ленигр. гос. под. ин-т им. А. И. Герцена. — Л., 1960. — Т. 167.
10. К изучению имени прилагательного в нанайской школе // В помощь учителю школ Крайнего Севера. — Л.: Учпедгиз, 1955. — Вып. 6.
11. К изучению имени существительного в нанайской школе // В помощь учителю школ Крайнего Севера. — Л.: Учпедгиз, 1955. — Вып. 5.
12. К изучению имени числительного в нанайской школе // В помощь учителю школ Крайнего Севера. — Л.: Учпедгиз, 1955. — Вып. 7.
13. К изучению местоимения в нанайской школе / В помощь учителю школ Крайнего Севера. Л., 1962. — Вып. 11.
14. Морфология говора горинских нанай: автореф. дис. … канд. филолог. наук. — Л., 1954 г.
15. Нанайские загадки // Учён. зап. / Ленингр. гос. пед ин-т им. А. И. Герцена. — Л., 1957. — Т. 132.
16. Нанайский учитель и поэт // Просвещение на Крайнем Севере. — Л., 1967. — Вып. 15. — С. 158—161.
17. О преданиях горинских нанай // Учён. зап. / Ленингр. гос. под. ин-т им. А. И. Герцена. — Л., 1965. — Т. 269.
18. Программа по нанайскому языку для подготовительного, I и II классов нанайской начальной школы. — Л.: Просвещение, 1976.
19. Числительные в говоре горинских нанай // Учён. зап. / Ленингр. гос. пед. ин-т им. А. И. Герцена — Л., 1954. — Т. 101.

## Деятельность в качестве народного судьи
Александре Петровне помимо культработника приходилось быть народным судьей Комсомольского-на-Амуре и Нанайского национального района Хабаровского края, так как в Красную юрту обращались с разными проблемами. По инициативе А. П. Путинцевой состоялись показательные суды над теми, кто занимался куплей-продажей женщин. В юрту за помощью обращались женщины, проданные в жены. А. П. Путинцева по совместительству была назначена народным судьей Нижнетамбовского района. Ей предоставлялась право возбуждать и рассматривать судебные дела в родовых и сельских туземных советах Нижнетамбовского района. Во время судов велась разъяснительная, популяризаторская работа, местным жителям объяснялись статьи Уголовного кодекса о калыме, многоженстве и т. д. Суды имели большое значение, а после них мужчины говорили: «Сам не продам и другому накажу».
Очень неодобрительно к появлению в районе «красных юрт» отнеслись шаманы. В своих дневниках Александра Путинцева писала: «Пойти в Юрту жаловаться на шамана — это значит, что она сделала большой шаг вперед». Мерами администрирования, отбирания бубнов и т. д. было невозможно бороться с шаманством. Глубокая и продуманная культурно-просветительская работа, организации показательных судов над шаманами, когда лечение ими больных повлекло смерть, постановки пьес с отображением вреда шаманства помогло добиться положительных результатов.
Шаманы запугивали женщин, угрожали им, стремясь посеять недоверие к русским. Также шаманы вели агитацию против родов в амбулаторных условиях: обещали матерям навлечь на них злых духов, распускали слухи, что сотрудники юрт хотели отнять у них детей.
«Там, где веками верили в шаманов, где женщина являлась дорогим товаром… появляются новые ростки, идет борьба за новую жизнь и новых людей», — так писалось в журнале «Работница» в марте 1930 г., когда освещалась работа Северного совещания при ЦК ВКП(б).